# كامبو ريال
كامبو ريال (بالإنجليزية: Campo Real) هي بلدية ومدينة في منطقة الحكم الذاتي وتقع في منطقة مدريد في وسط إسبانيا. تبلغ مساحة هذه المدينة 61.8 (كم²)، ويبلغ عدد سكانها 5668 نسمة حسب إحصاء سنة 2012 م.

## وصلات خارجية
- www.ayto-camporeal.es